# Барон Данфермлин
 Барон Данфермлин из Данфермлина в графстве Файф (англ. Baron Dunfermline) — угасший дворянский титул в системе Пэрства Соединённого королевства.

## История
Он был создан 7 июня 1839 года для политика от партии вигов и бывшего спикера палаты общин, достопочтенного Джеймса Эберкромби (1776—1858). Он был третьим сыном сэра Ральфа Эберкромби и Мэри Энн Эберкромби, 1-й баронессы Эберкромби. Джеймс Эберкромби заседал в Палате общин Великобритании от Мидхерста (1807—1812), Кална (1812—1830) и Эдинбурга (1832—1839), а также занимал должности генерального адвоката вооруженных сил (1827—1828), лорд верховный барон казначейства Шотландии (1830—1832), мастера монетного двора (1834—1835) и спикера Палаты общин (1835—1839).
Его сменил его сын, дипломат Ральф Эберкоромби, 2-й барон Данфермлин (1803—1868). Служил послом Великобритании в Тоскане (1835—1838), Германской конфедерации (1838—1840), Турине (1840—1851) и Нидерландах (1851—1858). После смерти последнего, не имевшего наследников мужского пола, баронский титул прервался.

## Бароны Данфермлин (1839)
- Джеймс Эберкромби, 1-й барон Данфермлин (7 ноября 1776 — 17 апреля 1858), третий сын генерала сэра Ральфа Эберкромби (1734—1801), и Мэри Энн Эберкромби, 1-й баронессы Эберкромби (до 1752—1821)
- Ральф Эберкромби, 2-й барон Данфермлин (6 апреля 1803 — 2 июля 1868), единственный сын предыдущего и Мэри Энн Ли (ум. 1874).